# 黑街聖徒2
《黑街聖徒2》是以黑幫為主題的動作電腦遊戲，由伏立宣公司負責開發，THQ發行。本作于2008年10月在澳大利亞、北美與歐洲發行，2009年1月移植到Windows。本作支援微軟Windows作業系統、PlayStation 3與XBox 360。本作是繼《黑街聖徒》後黑街聖徒系列的第二部。游戏发布的第一个月，卖出400,000套。2010年9月，已售出超过340万套。

## 剧情
承接1代剧情，圣徒帮的领导者Julius下落不明，主角在爆炸中身亡，圣徒帮沦为散沙，三个新的大型帮派接管了圣徒曾经的一切-------重金属帮派“兄弟会”（Brotherhood）、美国黑人贩毒团伙“圣美地之子”（Sons of Samedi）和控制赌场和夜总会的日本浪人帮（The Ronins）。伴随着圣徒帮的消亡，乔尼盖特（Johnny Gat）被逮捕，将面临死刑。他的女朋友爱莎为求自保，伪造了自己的死亡，靠卖唱片维生成为史提瓦特（Stilwater）的明星。此外，一场地震平整了史提瓦特的大多数地区，正因为如此，乌托尔财团（Ultor Corporation）接管圣徒在老贫民窟的地盘，将其变成大型金融区。在那里设立了乌托尔财团的总部。
出乎意料的是，玩家还活着，昏迷了5年之久终于醒来，却以为自己昏迷了几个星期。主角在另一位囚犯卡洛斯·门多萨（Carlos Mendoza）的帮助下一起越狱，称自己曾帮助在圣徒帮里的哥哥离开帮派，主角对史提瓦特的改变深感震惊。回到城市后，主角救出盖特，在一幢古老的地下旅馆设立圣徒帮复活后的新总部，并招募卡洛斯和另外两个新副手——皮尔斯（Pierce）和萧蒂（Shaundi），规划夺回曾经的失地。
在灭掉了三个敌对帮派后，圣徒帮与乌托尔财团展开终极对决，乌托尔财团的CEO最终被主角所杀，圣徒帮重新掌握了史提瓦特，但在和敌对帮派的斗争中，盖特的妻子爱莎被浪人帮成员淳一斩首而死，卡洛斯被兄弟会头目的女朋友折磨而死。
在之后的一个隐藏任务中，主角知道了前老大Julius和几年前的爆炸有关。最终杀死了Julius。